# Namanereis amboinensis
Namanereis amboinensis är en ringmaskart som först beskrevs av Pflugfelder 1933.  Namanereis amboinensis ingår i släktet Namanereis och familjen Nereididae. Inga underarter finns listade i Catalogue of Life.